# Condado de Baker (Florida)
El condado de Baker es un condado ubicado en el estado de Florida. En 2000, su población era de 22 259 habitantes. Su sede está en Macclenny.

## Historia
El condado de Baker fue creado en 1861. Su nombre es el de James McNair Baker, un juez y senador Confederado.

## Demografía
Según el censo de 2000, el condado cuenta con  22 259 habitantes, 7043 hogares y 5599 familias residentes. La densidad de población es de 15 hab/km² (38 hab/mi²).  Hay 7592 unidades habitacionales con una densidad promedio de 5 u.a./km² (13 u.a./mi²).  La composición racial de la población del condado es 84,04% blanca, 13,92% afroestadounidense o negra, 0,38% nativa americana, 0,40% asiática, 0,03% de las islas del Pacífico, 0,25% de otros orígenes y 0,98% de dos o más razas.  El 1,88% de la población es de origen hispano o latino cualquiera sea su raza de origen.
De los 7043 hogares, en el 41,20% de ellos viven menores de edad, 61,70% están formados por  parejas casadas que viven juntas, 13,10% son llevados por una mujer sin esposo presente y 20,50% no son familias. El 17,10% de todos los hogares están formados por una sola persona y 6,90% de ellos incluyen a una persona de más de 65 años.  El promedio de habitantes por hogar es de 2,86 y el tamaño promedio de las familias es de 3,20 personas.
El 27,50% de la población del condado tiene menos de 18 años, el 9,90% tiene entre 18 y 24 años, el 30,70% tiene entre 25 y 44 años, el 22,70% tiene entre 45 y 64 años y el 9,20% tiene más de 65 años de edad. La mediana de la edad es de 34 años. Por cada 100 mujeres hay 110,60 hombres y por cada 100 mujeres de más de 18 años hay 112,40 hombres.
La renta media de un hogar del condado es de $40 035, y la renta media de una familia es de $43 503. Los hombres ganan en promedio $30 240 contra $21 279 para las mujeres. La renta per cápita en el condado es de $15 164. El 14,70% de la población y el 11,40% de las familias tienen entradas por debajo del nivel de pobreza. De la población total bajo el nivel de pobreza, el 22,20% son menores de 18 y el 8,60% son mayores de 65 años.

## Ciudades y pueblos
- Glen St. Mary
- Macclenny
- Ellalaaaaaaaaaaala FL

### Administración local
- Junta de comisionados del Condado de Baker
- Supervisión de elecciones del Condado de Baker
- Registro de propiedad del Condado de Baker
- Oficina del alguacil del Condado de Baker
- Oficina de impuestos del Condado de Baker Archivado el 14 de diciembre de 2005 en Wayback Machine.

### Páginas de la comunidad
- Página de la casa comunal de Condado de Baker

- Datos: Q156568
- Multimedia: Baker County, Florida / Q156568